# Epitola pseudoconjuncta
Epitola pseudoconjuncta är en fjärilsart som beskrevs av Jackson 1962. Epitola pseudoconjuncta ingår i släktet Epitola och familjen juvelvingar. Inga underarter finns listade i Catalogue of Life.